# Huacaraje
Huacaraje, a veces escrito Guacaraje, es un municipio y una localidad de Bolivia, ubicado en la provincia de Iténez en el departamento del Beni. Está ubicada entre las poblaciones de Magdalena y Baures. El municipio tiene una superficie de 9.876 km² y tiene aproximadamente una población de 3.700 habitantes, siendo la densidad de población de unos 2,7 habitantes/km².
Cuenta con un clima tropical-húmedo, con grandes precipitaciones de lluvia, y una temperatura media es de 32.5 °C.

## Historia
Según relata el historiador Saúl Suárez Medina, en su obra Almanaque Oriental esta población fue fundada el 29 de noviembre de 1800 con 80 familias de la etnia itonama, por el aquel entonces corregidor de Magdalena, Ramón Velarde, como un punto de descanso para los viajeros que hacían las 14 leguas de recorrido entre las poblaciones de Magdalena y Baures.
Según este historiador, "Huacaraje" proviene de la palabra itonama "Guacanaro" que significaría "lugar de descanso".

## Demografía
De acuerdo con el censo boliviano de 2024, la población del municipio de Huacaraje es de 4 628 habitantes.
La población del municipio aumentó aproximadamente un tercio entre 1992 y 2024:
| Año  | Habitantes (municipio) | Fuente |
| ---- | ---------------------- | ------ |
| 1992 | 3 355                  | Censo  |
| 2001 | 3 706                  | Censo  |
| 2012 | 4 111                  | Censo  |
| 2024 | 4 628                  | Censo  |

## Actividades económicas
La principal actividad económica es la ganadería y al contar con un suelo franco-arenoso también se desarrolla la agricultura de subsistencia, así también existe la artesanía de subsistencia como ser el tejido de hamacas, sombreros, artesanía en maderas y otras actividades de origen étnico como la caza, la pesca, y la recolección de frutos silvestres entre los que destaca el cacao.

## División administrativa
Aparte del área urbana (2300 habitantes) tiene 3 comunidades: 
- La Embrolla (113 habitantes),
- Pariagua (12 habitantes),
- Isla Grande (54 habitantes) y

el cantón El Carmen (1063 habitantes) con 3 comunidades respectivamente: 
- Buena Hora (35 habitantes) ,
- San Pedro (82 habitantes) y
- Besuria (20 habitantes)

## Personalidades destacadas
- La Miss Bolivia y excandidata 2 veces a la gobernación de Beni, Jessica Jordan, nació y vivió su infancia en este municipio.